# Melaleuca alsophila
Melaleuca alsophila är en myrtenväxtart som beskrevs av Allan Cunningham och George Bentham. Melaleuca alsophila ingår i släktet Melaleuca och familjen myrtenväxter. Inga underarter finns listade i Catalogue of Life.